# Tornac
Tornac település Franciaországban, Gard megyében. Lakosainak száma 944 fő (2022. január 1.). Tornac Anduze, Boisset-et-Gaujac, Durfort-et-Saint-Martin-de-Sossenac, Massillargues-Attuech, Saint-Félix-de-Pallières és Saint-Nazaire-des-Gardies községekkel határos.

## Népesség
A település népessége az elmúlt években az alábbi módon változott:
| Lakosok száma | 534  | 634  | 650  | 844  | 867  | 868  | 904  | 935  | 947  | 944  |
|               | 1968 | 1982 | 1990 | 2006 | 2013 | 2015 | 2017 | 2019 | 2020 | 2022 |